# Medalla Vega
La Medalla Vega (en sueco: Vegamedaljen) es una distinción científica de Suecia otorgada por la Sociedad Sueca de Antropología y Geografía  (Svenska Sällskapet för Antropologi och Geografi) desde 1881 a las personas que han contribuido a la investigación geográfica de manera excelente. Lleva el nombre del barco Vega con el que Adolf Erik Nordenskiöld, al frente de la Expedición Vega, navegó por primera vez el Paso del Noreste en 1878-1880 uniendo el océano Atlántico con el océano Pacífico siguiendo la costa de Siberia. El galardón, una medalla hecha en oro, es entregado por el rey de Suecia «como un honor a suecos o extranjeros» y «debería, a menos que circunstancias especiales indiquen lo contrario, otorgarse en el aniversario de la llegada del barco de vapor Vega a Estocolmo.»
Durante cierto tiempo, la medalla se otorgaba cada tres años por logros en el campo de la geografía física y se consideraba uno de los premios más importantes en ese campo. En los años intermedios, la misma Sociedad otorgaba la Medalla Anders Retzius a un representante de la geografía humana o de la antropología, de modo que las tres disciplinas estuvieran representadas alternativamente. Tras el cambio de nombre de la Medalla Anders Retzius en 2015, la Medalla Vega también se otorga a los geógrafos humanos, manteniendo la rotación alterna de disciplinas, mientras que los antropólogos han recibido la Medalla SSAG cada tres años desde entonces.

### Distinguidos con la Medalla Vega
Han recibido la Medalla Vega las siguientes personas:
- 1881: Adolf Erik Nordenskiöld
- 1882: Louis Palander
- 1883: Henry Morton Stanley
- 1884: Nikolai Przhevalsky
- 1888: Wilhelm Junker
- 1889: Fridtjof Nansen
- 1890: Emin Pasha
- 1892: Louis-Gustave Binger
- 1897: Otto Sverdrup
- 1898: Sven Hedin
- 1899: Georg August Schweinfurth
- 1900: Alfred Gabriel Nathorst
- 1901: Príncipe Luigi Amedeo
- 1903: Ferdinand von Richthofen
- 1904: Otto Nordenskiöld y Johan G. Andersson
- 1905: Robert Falcon Scott
- 1907: Otto Pettersson
- 1909: Johan Peter Koch
- 1910: Ernest Shackleton
- 1912: John Murray
- 1913: Roald Amundsen
- 1915: Gerard De Geer
- 1919: Knud Johan Victor Rasmussen
- 1920: William Morris Davis
- 1922: Alberto I, príncipe de Mónaco
- 1923: Albrecht Penck
- 1924: Lauge Koch
- 1926: Boris Vilkitsky
- 1930: Harald Sverdrup
- 1931: Émile-Félix Gautier
- 1932: Albert Defant
- 1937: Roy Chapman Andrews
- 1939: Vilhelm Bjerknes y Vagn W. Ekman
- 1941: Bjørn Helland-Hansen y Hans W. Ahlmann
- 1944: Lennart von Post
- 1946: Emmanuel de Martonne
- 1948: Richard Evelyn Byrd
- 1950: Hans Pettersson
- 1951: Carl Troll
- 1954: Laurence Dudley Stamp
- 1955: Paul-Émile Victor
- 1957: Carl O. Sauer
- 1958: Jacob Bjerknes y Tor Bergeron
- 1959: Mikhail Somov
- 1961: Richard Joel Russell
- 1962: Thor Heyerdahl
- 1963: Louis Leakey
- 1965: Maurice Ewing
- 1970: Filip Hjulström y Sigurður Þórarinsson
- 1972: Albert P. Crary
- 1975: Willi Dansgaard
- 1981: Valter Schytt
- 1983: Cesare Emiliani
- 1984: Hubert Lamb
- 1986: John Ross Mackay
- 1987: Gunnar Hoppe y Åke Sundborg
- 1990: George H. Denton
- 1993: David E. Sugden
- 1994: Gösta Hjalmar Liljequist
- 1997: Albert Lincoln Washburn
- 1999: John Imbrie
- 2002: Lonnie Thompson
- 2005: Françoise Gasse
- 2008: Dorthe Dahl-Jensen
- 2011: Terry Callaghan
- 2014: Compton J. Tucker
- 2015: Lesley Head
- 2017: Yao Tandong
- 2018: Gillian Hart
- 2020: David R. Montgomery[4]
- 2021: Anssi Paasi
- 2021: John P.  Smol

### Medallas de la Estrella Polar
Además de la Medalla Vega, se instituyó y entregó otra medalla a los tripulantes del Vega; una en oro y otra en plata . Esta medalla recibe el nombre de medalla Estrella Polar en oro con motivo de la expedición Vega (Nordstjärnemedaljen i guld med anledning av Vegaexpeditionen). La medalla de plata (Nordstjärnemedaljen i silver med anledning av Vegaexpeditionen) fue otorgada a todos los que iban a bordo, mientras que la de oro fue otorgada solo a los mandos a bordo del Vega. La cinta de esta medalla es azul y amarilla (la misma que la medalla por valentía en el mar), pero también tiene una cinta negra en el medio, que hace referencia al antiguo color heráldico de la Orden Sueca de la Estrella del Norte.
La Medalla de la Estrella Polar en oro fue entregada en 1880 a:
- Adolf Erik Nordenskiöld
- Louis Palander, capitán
- Ernst Almquist, médico, botánico y liquenólogo
- Erik Cornelius Brusewitz, segundo

La Medalla de la Estrella Polar en plata fue entregada en 1880 a:
- Giacomo Bove oficial e hidrógrafo a cargo de los cronógrafos y de las observaciones astronómicas para fijar la posición (italiano)
- Oscar Frithiof Nordqvist, hidrógrafo, zoólogo e intérprete ruso (finlandés)
- Andreas Peter Hovgaard, oficial naval, explorador y meteorólogo, responsable de las observaciones meteorólogicas y magnéticas (danés)
- Frans Reinhold Kjellman, botánico
- Anton Stuxberg, zoólogo
- J. Haugan, capataz de remolcadores (noruego)
- Dan. Asplund, tripulante, cocinero
- F. A. Pettersson, primer maquinista
- Rud. Nilsson, patrón
- C. J. Smålänning, tripulante
- Olof Öman, marinero
- Gjerton Carlsson, marinero
- C. Levin, tripulante, mayordomo
- P. M. Lustig, tripulante
- Ped. Johnssen, cazador  (noruego)
- C. Ljungström, tripulante
- C. Carlström, bombero
- Sven Andersson, carpintero
- Olof Ingelsson, bombero
- C. Lundgren, marinero
- Ped. Sivertssen, trampero (noruego)
- O. Nordström, segundo maquinista
- Otto Hansson, marinero
- Pehr Lind, tripulante
- P. O. Fäste, tripulante
- Th. A. Boström, joven
- Karl Johan Andersson, xilógrafo y artista